# گلمتس
گلمتس (به لاتین: Gelmets) یک منطقهٔ مسکونی در روسیه است که در داغستان واقع شده‌است.